# Duncan Walker
Duncan Campbell Walker (né à Glasgow en Écosse le 12 octobre 1899 et mort le 9 septembre 1963) est un footballeur écossais.

## Biographie
Il joue durant sa carrière dans les clubs en Écosse du St Mirren et en Angleterre du Nottingham Forest.
Il finit meilleur buteur de la Scottish Football League Division One lors de la saison 1921–22.

## Palmarès
St Mirren FC
- Meilleur buteur du Championnat d'Écosse de football (1) :
  - 1922 : 45 buts.